# Vytina
 Vytina (in greco Βυτίνα?) è un ex comune della Grecia nella periferia del Peloponneso di 2 012 abitanti secondo i dati del censimento 2001.
È stato soppresso a seguito della riforma amministrativa detta Programma Callicrate in vigore dal gennaio 2011 ed è ora compreso nel comune di Gortynia.

## Località
Vytina è divisa nelle seguenti comunità (i nomi dei villaggi tra parentesi):
- Elati
- Kamenitsa (Kamenitsa, Karvouni)
- Lasta (Lasta, Agridaki)
- Magouliana (Magouliana, Pan)
- Nymfasia
- Pyrgaki (Pyrgaki, Methydrio)
- Vytina (Vytina, Moni Panagias Kernitsis)